# Helmut Feldmann
Helmut Feldmann (* 30. Dezember 1934 in Gelslingen; † 22. Februar 2023) war ein deutscher Lusitanist und Hochschullehrer.

## Leben
Helmut Feldmann studierte Germanistik und Romanistik an Universitäten in Köln, Genua und Madrid. Er wurde  1965 an der Universität zu Köln mit der Dissertation Graciliano Ramos. Eine Untersuchung zur Selbstdarstellung in seinem epischen Werk promoviert und habilitierte sich über Carlo Gozzi in Köln.
Er leitete an der Kölner Universität das Portugiesisch-Brasilianische Institut.

## Ehrungen
- 2002: Nationaler Orden vom Kreuz des Südens, Kommandeur